# TS–8 Bies
A TS–8 Bies Lengyelországban kifejlesztett és gyártott motoros gyakorló és kiképző repülőgép. A lengyel légierőben alkalmazták gyakorló és kiképző feladatokra 1957-től az 1970-es évekig. Ez a repülőgép volt a második világháború utáni első, teljes egészében lengyel fejlesztésű, saját konstrukciójú repülőgép.

## Története
A repülőgépet a Jak–11 és a TS–9 Junak 3 leváltására fejlesztették ki, a pilóták sugárhajtású repülőgéppel történő repülését megelőző motoros alapképzés céljaira. A repülőgép főkonstruktőre Tadeusz Sołtyk volt (nevének kezdőbetűjéből ered a TS típusjelzés). A tervezési munkálatok 1953-ban kezdődtek, az első prototípus 1955. július 23-án emelkedett először a levegőbe. 1957-ben ez a prototípus Andrzej Ablamowicz pilótával a kategóriájában három rekordot állított fel. A második prototípust bemutatták az 1957-es párizsi repülőgépkiállításon.
1957-ben a varsói PZL-Okęcie vállalat legyártott a típusból egy 10 db-os kísérleti szériát TS–8 BI jelzéssel. Ennek javított, módosított változatából, a TS–8 BII-ből a WSK-Mielec 1958-tól 1960-ig 229 db-ot gyártott. Ezt követően még egy 10 db-os, javított avionikával ellátott sorozat készült TS–8 BIII típusjellel. A repülőgép összes változatából – a két prototípust is beleszámítva – 251 db-ot gyártottak.
A lengyel légierőnél az 1960-as évek második felében, a TS–11 Iskra sugárhajtású gyakorló repülőgép megjelenésekor kezdték kivonni a szolgálatból. A légierőtől kivont gépek közül közel 100 db-ot lengyel repülőklubok kaptak meg, ahol még az 1970-es évek végéig alkalmazták őket. 2 db-ot Indonéziának adtak el. Néhány példánya még ma is üzemképes állapotban van.
A repülőgépet a kiképző és gyakorló feladatokon túl műrepülésre és műrepülő-kiképzésre is használták, alkalmas volt továbbá a rossz látási viszonyok közötti műszeres repülés gyakorlására is.

## Szerkezeti kialakítása és jellemzői
Teljesen fémépítésű, hagyományos elrendezésű, alsószárnyas repülőgép. A törzs és a szárny félhéj szerkezetű. A szárny háromrészes. A pilótafülke kétszemélyes, elöl a növendék, hátul az oktató foglal helyet. A pilótafülke magasan helyezkedik el, kedvező kialakítású, amely jó kilátást biztosít. A repülőgépbe a Wiktor Narkewicz által tervezett és a WSK PZL-Kalisz vállalatnál gyártott héthengeres, 211 kW teljesítményű WN–3 csillagmotort építették. A TS–8 BII változatig kéttollú légcsavart alkalmaztak, a TS–8 BIII gépek háromtollú légcsavart kaptak. Futóműve hárompontos. A főfutók a szárnyba, az orrfutó a törzsbe húzható be. Kizárólag a TS–8 BI sorozat rendelkezett fegyverzettel. Ezekbe a gépekbe egy 12,7 mm-es UBK géppuskát építettek, valamint a szárnyak alatt egy–egy bombazár kapott helyet.

## Műszaki adatai
Tömeg- és méretadatok
- Hossz: 8,55 m
- Magasság: 3,0 m
- Fesztáv: 10,5 m
- Szárnyfelület: 19,10 m²
- Üres tömeg: 1292 kg
- Felszállótömeg: 1672 kg

Motor
- Száma: 1 db

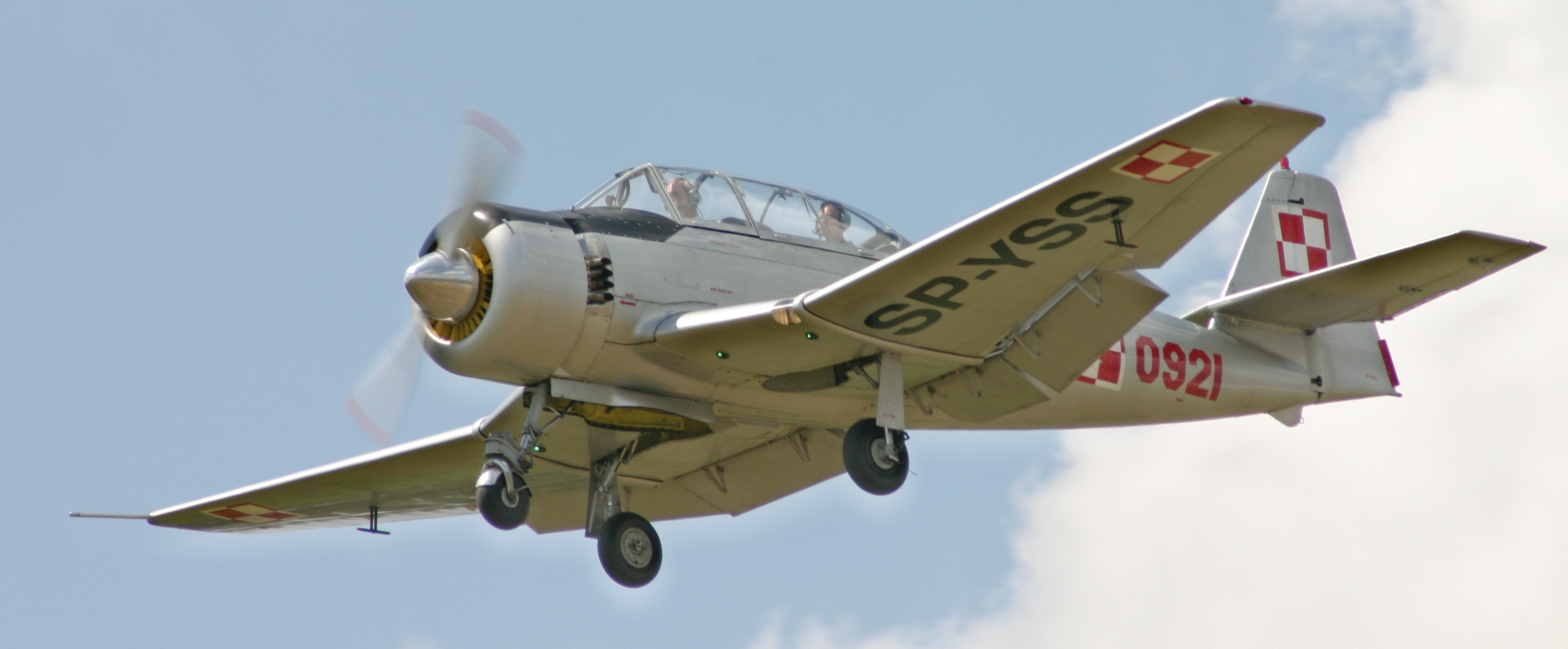
Egy TS–8 Bies leszállás közben

- Típusa: WN–3 héthengeres csillagmotor
- Teljesítménye: 211 kW (283 Le)

Repülési adatok
- Legnagyobb sebesség: 310 km/h
- Emelkedőképesség: 6 m/s
- Hatótávolság 620 km
- Szolgálati csúcsmagasság: 5900 m